# Begraafplaats van Deauville
De Begraafplaats van Deauville is een gemeentelijke begraafplaats in de Franse gemeente Deauville (departement Calvados). De begraafplaats heeft een nagenoeg rechthoekig grondplan met een oppervlakte van ongeveer 1,5 ha. Ze ligt op 1.300 m ten zuiden van het centrum van de gemeente (Gemeentehuis). Op de begraafplaats staat een gedenkteken voor de gesneuvelde Deauvilliens uit de beide wereldoorlogen. 

## Militaire graven

### Franse graven
In een militair perk liggen de graven van 78 Franse gesneuvelde soldaten uit beide wereldoorlogen.

### Britse graven
In het centrum van de begraafplaats liggen 2 Britse gesneuvelden uit de Eerste Wereldoorlog. Hun graven worden onderhouden door de Commonwealth War Graves Commission en zijn daar geregistreerd als Deauville Communal Cemetery.